# Szentmarjay Tibor Stadion
A Szentmarjay Tibor Városi Stadion Eger legnagyobb labdarúgópályája, 6500 néző befogadására képes.
Hazai labdarúgó klubja, az Egri FC egy szezonon keresztül, 2012-2013-ban a OTP Bank Liga szereplője volt. A 2016 óta HFL-szereplő Eger Heroes amerikaifutball-csapat otthona. 1500 ülőhely található benne. 2011-ig Városi stadion néven szerepelt, majd ezután kapta meg a jelenlegi nevét.

## Története
Az 1954-ben elkészült stadion a Városi Stadion nevet kapta. Augusztusban, az Ózd ellen 1-0-ra megnyert mérkőzésen avatták fel, amelyen 15 000 ezer néző volt jelen. 2011 augusztusában új nevet kap a stadion, mégpedig Szentmarjay Tibor nevét vette fel, így Szentmarjay Tibor Stadion lett az új név. 2012 nyarán az MLSZ határozata szerint Debrecenben kell játszani az Egri FC-nek a hazai mérkőzését az Oláh Gábor utcai stadionban, miután a stadion nem megfelelő az Nb1 való pályaelőíráshoz. A stadiont elkezdi felújítani, a vendégszektort betonozták és lakatosipari munkálatokat végeztek először. A kerítést is magasítják és a hazai szurkolók lelátójának felújítása is építés alatt áll. 2013. február végén elkészül a világítás is a stadionban.

## Elhelyezkedése
Egernek a Hatvani hóstya városrészén fekszik a stadion, az Érsekkert közelében, nem messze a református templomtól. Építése előtt a városi korcsolyázó tó volt a helyén.

## Nézőcsúcs
- Egri Dózsa-Ferencvárosi TC 2-4 (1967. május 14.) kb. 18.000